# Speocera laureata
Speocera laureata är en spindelart som beskrevs av Komatsu 1974. Speocera laureata ingår i släktet Speocera och familjen Ochyroceratidae. Inga underarter finns listade i Catalogue of Life.